# Columba Schonath

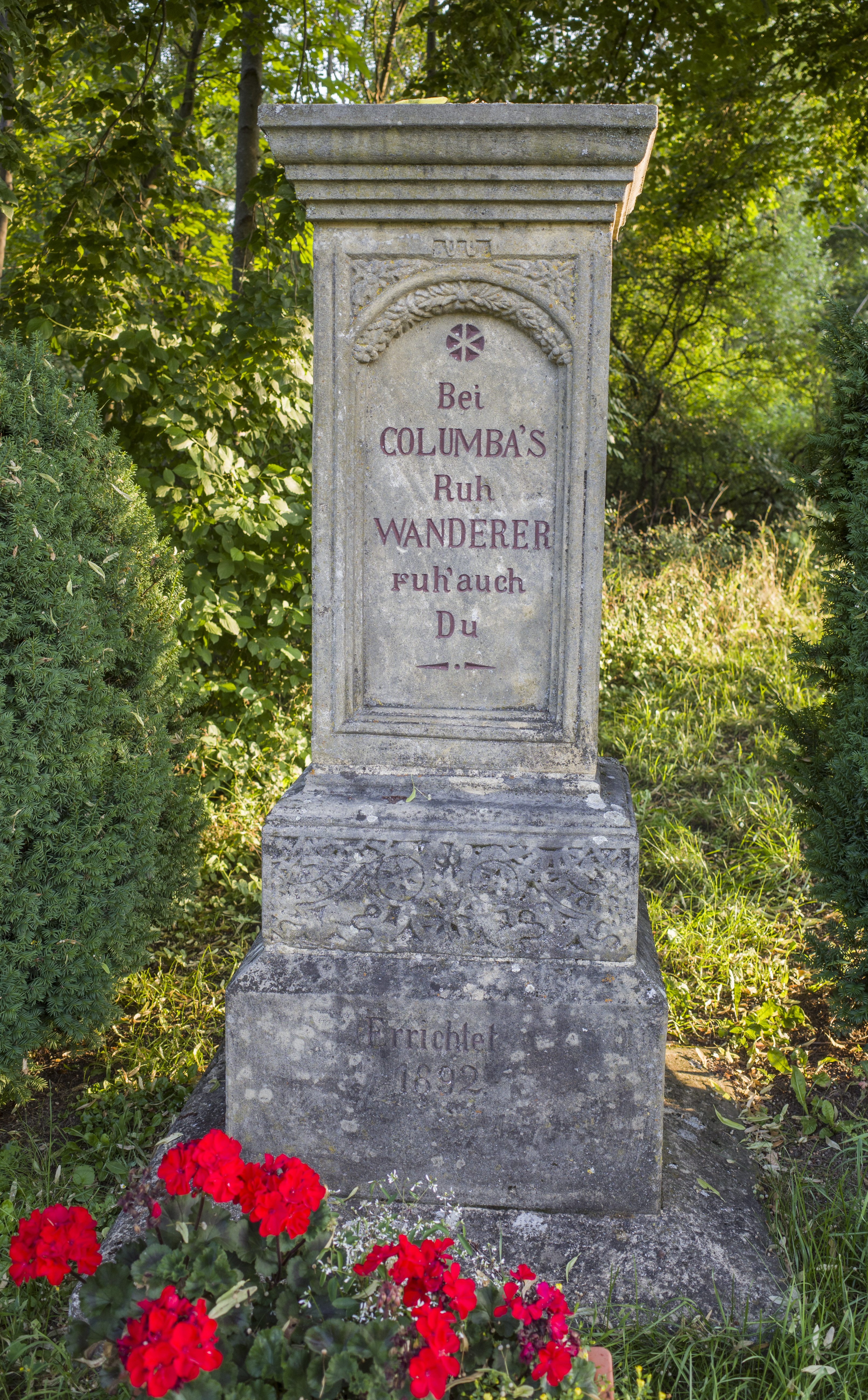
Gedenkstein für Columba Schonath in Scheßlitz

Columba Schonath OP (* 11. Dezember 1730  in Burgellern bei Scheßlitz als Marianne Schonath; † 3. März 1787 in Bamberg) war eine deutsche Mystikerin. 

## Leben
Die Tochter des Müllerehepaars Johann Georg Schonath und Katharina, geb. Popp in Burgellern wurde auf den Namen Maria Anna, genannt Marianne, in der Pfarrkirche in Scheßlitz getauft. Durch elterliche Lebensumstände wurde sie von ihrem 1. bis 8. Lebensjahr bei der Großmutter väterlicherseits untergebracht und im kleinen Ort Doschendorf erzogen. Von frühester Jugend an war sie von einem außergewöhnlichen Frömmigkeitsstreben erfüllt. Sie besuchte ab ihrem neunten Lebensjahr die Schule in Scheßlitz. Im Jahr 1742 starb ihre Mutter im Alter von 37 Jahren. 
Am 27. Mai 1753 wurde sie als Laienschwester in das Kloster zum Heiligen Grab in Bamberg aufgenommen. Bei der Einkleidung erhielt sie den Namen Maria Columba; die selige Columba von Rieti O.P. (1468–1501) wurde ihre Patronin. Als Laienschwester legte sie ihre Gelübde am 24. September 1754 ab. Bald danach begannen ihre Leiden und erreichten ihren Höhepunkt 1763 mit den Wundmalen Christi. Die Stigmatisation ist seit Dezember 1763 bezeugt. Es kamen mystische Visionen hinzu, welche  ihre körperlichen Kräfte überstiegen. Am 3. März 1787 verstarb sie, nachdem sie 33 Jahre im Kloster verbracht hatte. Sie wurde in einer Seitenkapelle der Klosterkirche bestattet.

## Grablegen
Weil das Kloster im Zuge der Säkularisation 1803 aufgelöst wurde, wurden ihre Gebeine auf den städtischen Friedhof und nach der Neubesiedelung des Klosters 1926 wieder in die Kirche überführt. Ihr Grab wird von vielen Gläubigen besucht.

## Seligsprechungsverfahren
Schon vor der Neubesiedelung des Klosters um das Jahr 1923 fanden sich Leute zu einer Gesellschaft zusammen, welche sich der Förderung des Seligsprechungsverfahrens verschrieben. Dieser Columba-Schonath-Bund ist ein Verein zur Förderung des Seligsprechungsverfahren der Laienschwester Maria Columba Schonath. Der Prozess zur Seligsprechung wurde am 15. Mai 1999 durch Karl Braun, Erzbischof von Bamberg, eröffnet. Dazu sammelt der Verein Nachrichten, wertet Quellen aus und gibt Veröffentlichungen heraus, unter anderem den Informationsbrief Botschaft der Liebe. Professor Dr. Reinhold Ortner wurde von Erzbischof Braun zum Diözesanpostulator im Seligsprechungsprozess ernannt. Eine erzbischöfliche Kommission zur Seligsprechung unter Leitung von Alt-Erzbischof Ludwig Schick bemüht sich, den kirchenrechtlichen Prozess auf Diözesanebene voranzubringen.